# Mecz Gwiazd PLKK 2014
Mecz Gwiazd – Polska – Gwiazdy BLK 2014 – towarzyski mecz koszykówki rozegrany 15 lutego 2014 roku w Arenie Gdynia. W spotkaniu wzięły udział zawodniczki najwyższej klasy rozgrywkowej w Polsce oraz reprezentantki Polski.
Podczas imprezy odbył się konkurs rzutów za 3 punkty. W eliminacjach udział wzięły Allie Quigley, Cathrine Kraayeveld, Anna Pietrzak, Belinda Snell, Weronika Idczak, Taber Spani, Elżbieta Mowlik i Natalia Małaszewska. Do finału awansowały Quigley, Kraayeveld i Pietrzak. Pierwsza z nich została zwyciężczynią.
W spotkaniu z wybranych zawodniczek nie wystąpiły: Lorin Dixon (Energa Toruń – Gwiazdy BLK), Agnieszka Szott-Hejmej (Wisła Can-Pack Kraków  – kadra Polski), Daria Mieloszyńska-Zwolak (Artego Bydgoszcz – kadra Polski).
- MVP – Allie Quigley (Gwiazdy)
- Zwyciężczyni konkursu rzutów za 3 punkty – Allie Quigley

## Statystyki spotkania
- Trener kadry Polski: Jacek Winnicki (CCC Polkowice)
- Trener drużyny gwiazd: Štefan Svitek (Wisła Can-Pack Kraków), asystent: Wadim Czeczuro (Riviera Gdynia)

pogrubienie – oznacza zawodniczkę składu podstawowego
| Gwiazdy BLK – 70                          | Gwiazdy BLK – 70                          | Gwiazdy BLK – 70                          | Gwiazdy BLK – 70                          | 64 – Polska                               | 64 – Polska                               | 64 – Polska                               |                                           |
| Wyniki Kwart – 26:14, 18:10, 11:21, 15:19 | Wyniki Kwart – 26:14, 18:10, 11:21, 15:19 | Wyniki Kwart – 26:14, 18:10, 11:21, 15:19 | Wyniki Kwart – 26:14, 18:10, 11:21, 15:19 | Wyniki Kwart – 26:14, 18:10, 11:21, 15:19 | Wyniki Kwart – 26:14, 18:10, 11:21, 15:19 | Wyniki Kwart – 26:14, 18:10, 11:21, 15:19 | Wyniki Kwart – 26:14, 18:10, 11:21, 15:19 |
| Zawodnik                                  | Kraj                                      | Klub                                      | Pkt                                       | Zawodnik                                  | Klub                                      | Pkt                                       |                                           |
| ----------------------------------------- | ----------------------------------------- | ----------------------------------------- | ----------------------------------------- | ----------------------------------------- | ----------------------------------------- | ----------------------------------------- | ----------------------------------------- |
| Jantel Lavender                           | Stany Zjednoczone                         | Wisła Can-Pack Kraków                     | 12                                        | Justyna Żurowska                          | Wisła Can-Pack Kraków                     | 19                                        |                                           |
| Allie Quigley                             | /                                         | Wisła Can-Pack Kraków                     | 22                                        | Elżbieta Mowlik                           | Artego Bydgoszcz                          | 8                                         |                                           |
| Chineze Nwagbo                            | /                                         | AZS PWSZ Gorzów Wielkopolski              | 10                                        | Agnieszka Skobel                          | Wisła Can-Pack Kraków                     | 8                                         |                                           |
| Taber Spani                               | Stany Zjednoczone                         | AZS PWSZ Gorzów Wielkopolski              | 2                                         | Paulina Pawlak                            | Wisła Can-Pack Kraków                     | 4                                         |                                           |
| Walerija Musina                           | Rosja                                     | CCC Polkowice                             | 9                                         | Magdalena Leciejewska                     | CCC Polkowice                             | 2                                         |                                           |
| Cristina Ouviña                           | Hiszpania                                 | Wisła Can-Pack Kraków                     | 2                                         | Agnieszka Kaczmarczyk                     | Wilki Morskie Szczecin                    | 6                                         |                                           |
| Danielle Wilson                           | Stany Zjednoczone                         | Riviera Gdynia                            | 7                                         | Małgorzata Misiuk                         | Riviera Gdynia                            | 4                                         |                                           |
| Cathrine Kraayeveld                       | Stany Zjednoczone                         | Wilki Morskie Szczecin                    | 2                                         | Anna Pietrzak                             | Artego Bydgoszcz                          | 4                                         |                                           |
| Belinda Snell                             | Australia                                 | CCC Polkowice                             | 0                                         | Weronika Idczak                           | Energa Toruń                              | 3                                         |                                           |
| Sharnee Zoll                              | Stany Zjednoczone                         | AZS PWSZ Gorzów Wielkopolski              | 4                                         | Martyna Koc                               | Artego Bydgoszcz                          | 3                                         |                                           |
|                                           |                                           |                                           |                                           | Magdalena Skorek                          | CCC Polkowice                             | 3                                         |                                           |
|                                           |                                           |                                           |                                           | Joanna Walich                             | Energa Toruń                              | 0                                         |                                           |